# هندسة المعرفة
تشير هندسة المعرفة (Knowledge engineering) لجميع الجوانب الفنية والعلمية والاجتماعية المشاركة في بناء وصيانة واستخدام النظم القائمة على المعرفة.

## الخلفية
كانت أحد الأمثلة الأولى من الأنظمة الخبيرة، تطبيق مايسن (MYCIN) لأداء التشخيص الطبي. في هذا المثال، كان خبراء المجال هم الأطباء وكان المعرفة متمثلة في خبراتهم في التشخيص.
تم تطوير النظم الخبيرة لأول مرة في مختبرات الذكاء الاصطناعي على أنها محاولة لفهم عملية صنع القرار البشري المعقد. وبناء على نتائج إيجابية من هذه النماذج الأولية، تم اعتماد التكنولوجيا من قبل المجتمع الأمريكي للأعمال (وبعد ذلك في جميع أنحاء العالم) في 1980s. كانت مشاريع البرمجة التجريبية في ستانفورد بقيادة إدوارد فيغنبوم هي الرائدة في تحديد وتطوير النظم الخبيرة الأولى.

## التاريخ
في الأيام المبكرة من النظم الخبيرة كان هناك القليل من العمليات الرسمية لإنشاء البرنامج. جلس الباحثون مع خبراء المجال وبدؤو البرمجة، في كثير من الأحيان تطوير الأدوات اللازمة (مثل محركات الاستدلال) في نفس الوقت مع التطبيقات. عندما انتقلت النظم الخبيرة من النماذج الأكاديمية لأنظمة العمل المنتشرة كان من الواضح أن هناك حاجة منهجية لتحقيق القدرة على التنبؤ والتحكم في عملية بناء البرامج. هناك طريقتان ضروريتان للبدء:
- استخدام منهجيات تطوير البرمجيات التقليدية
- وضع منهجيات خاصة مضبوطه لمتطلبات بناء النظم الخبيرة

تم وضع العديد من النظم الخبيرة في وقت مبكر من قبل الشركات الاستشارية والنظم المتكاملة الكبيرة مثل أكسنتورللاستشارات. إختبرت هذه الشركات بالفعل بشكل جيد منهجيات نموذج الشلال (مثل طريقة أندرسن 1) و عملوا على تدريب جميع الموظفين في استسخدمها دائما لتطوير البرمجيات لعملائها. وكان هذا الاتجاه الوحيد في تطوير النظم الخبيرة وهو مجرد تطبيق منهجيات نموذج الشلال لتطوير النظم الخبيرة.

## إنظر أيضا
- تمثيل المعرفة
- إدارة المعرفة
- نظام خبير
- الذكاء الاصطناعي

## روابط خارجية
- البيانات وهندسة المعرفة
- الأنظمة الخبيرة وهندسة المعرفة